# Canal de Parry

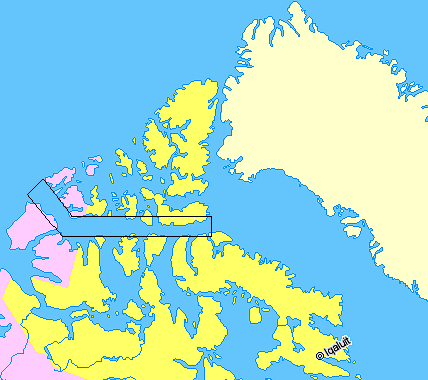
Mapa que indica el canal Parry. La parte este-oeste es normalmente transitable en verano, pero el extremo oeste que gira al noroeste normalmente está lleno de hielo.

El canal de Parry es un canal natural que atraviesa el archipiélago ártico central canadiense. Sus dos tercios orientales se encuentran en el territorio de Nunavut, mientras que su tercio occidental (al oeste de 110° Oeste) se encuentra en los Territorios del Noroeste. Corre de este a oeste, conectando bahía de Baffin en el este con el mar de Beaufort en el oeste. Su extremo oriental es la única entrada prácticable al paso del Noroeste. Su extremo occidental sería una salida natural del archipiélago si no estuviera lleno de hielo. El canal separa las islas de la Reina Isabel al norte del resto de Nunavut.
Las partes con nombre del Canal son, de este a oeste, el estrecho de Lancaster, estrecho de Barrow, Viscount Melville Sound y estrecho de McClure. En el sur se encuentran la isla de Baffin, estrecho Admiralty y la península Brodeur de la isla Baffin, estrecho del Príncipe Regente, que conduce al gran golfo de Boothia, isla Somerset, Peel Sound, que es la principal ruta hacia el sur, isla del Príncipe de Gales, el canal M'Clintock, isla Victoria, el estrecho del Príncipe de Gales y la isla Banks, colapsados por el hielo. En el norte se encuentran la isla Devon, el canal de Wellington, la isla Cornwallis, el McDougall Sound, la isla de Bathurst, la isla Melville y la isla del Príncipe Patrick.
El canal Parry lleva el nombre del explorador del Ártico William Edward Parry, quien en 1819 llegó hasta la isla Melville antes de ser bloqueado por el hielo en el estrecho de McClure. El siguiente barco que llegó al oeste fue parte de la expedición Edward Belcher en 1850.